# 龙廷乡
龙廷乡，是中华人民共和国江西省赣州市寻乌县下辖的一个乡镇级行政单位。

## 行政区划
龙廷乡下辖以下地区：
龙廷村、大田村、西湖村和斗晏村。